# 15 Brygada Artylerii Ciężkiej

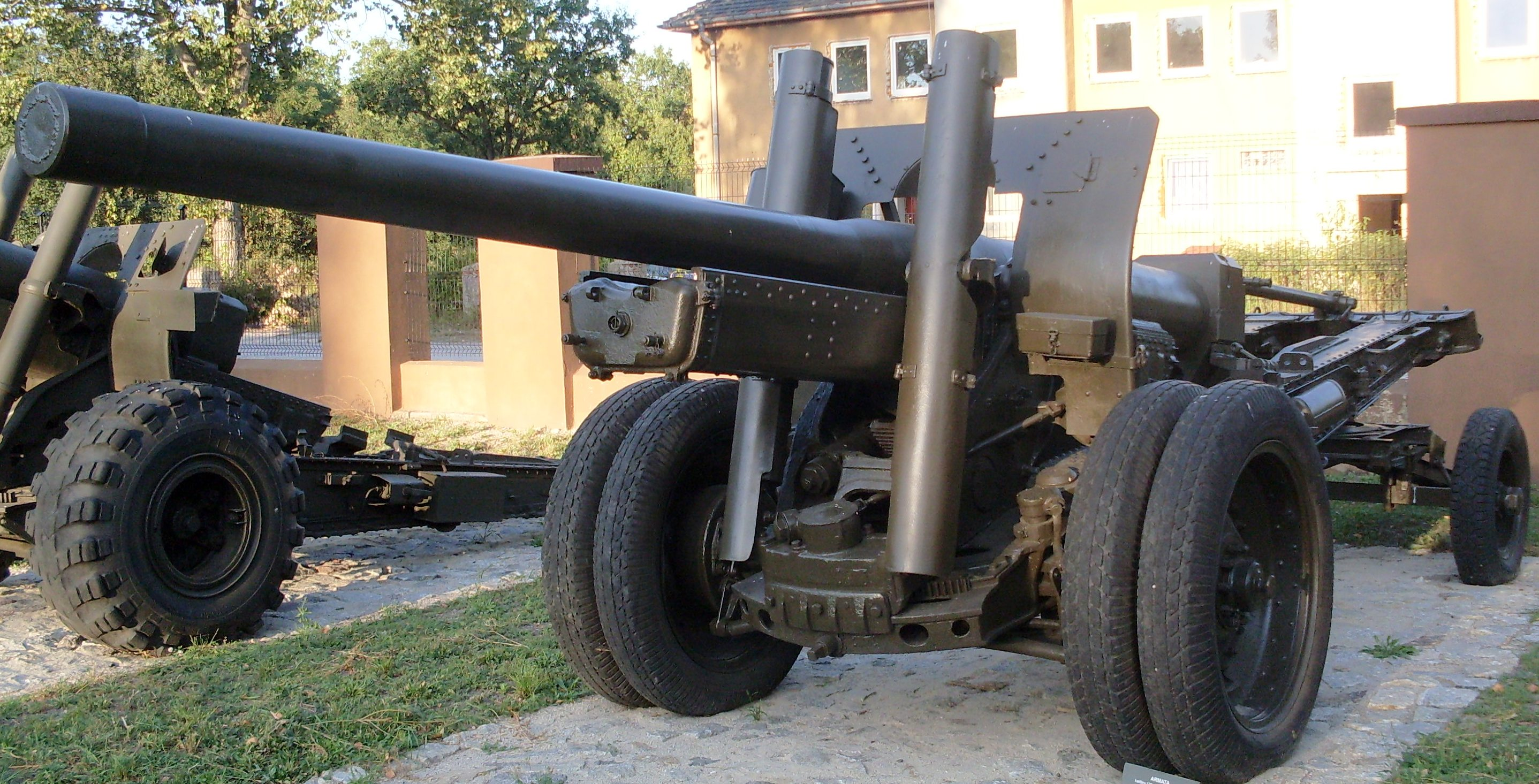
122 mm armata wz 1931/37

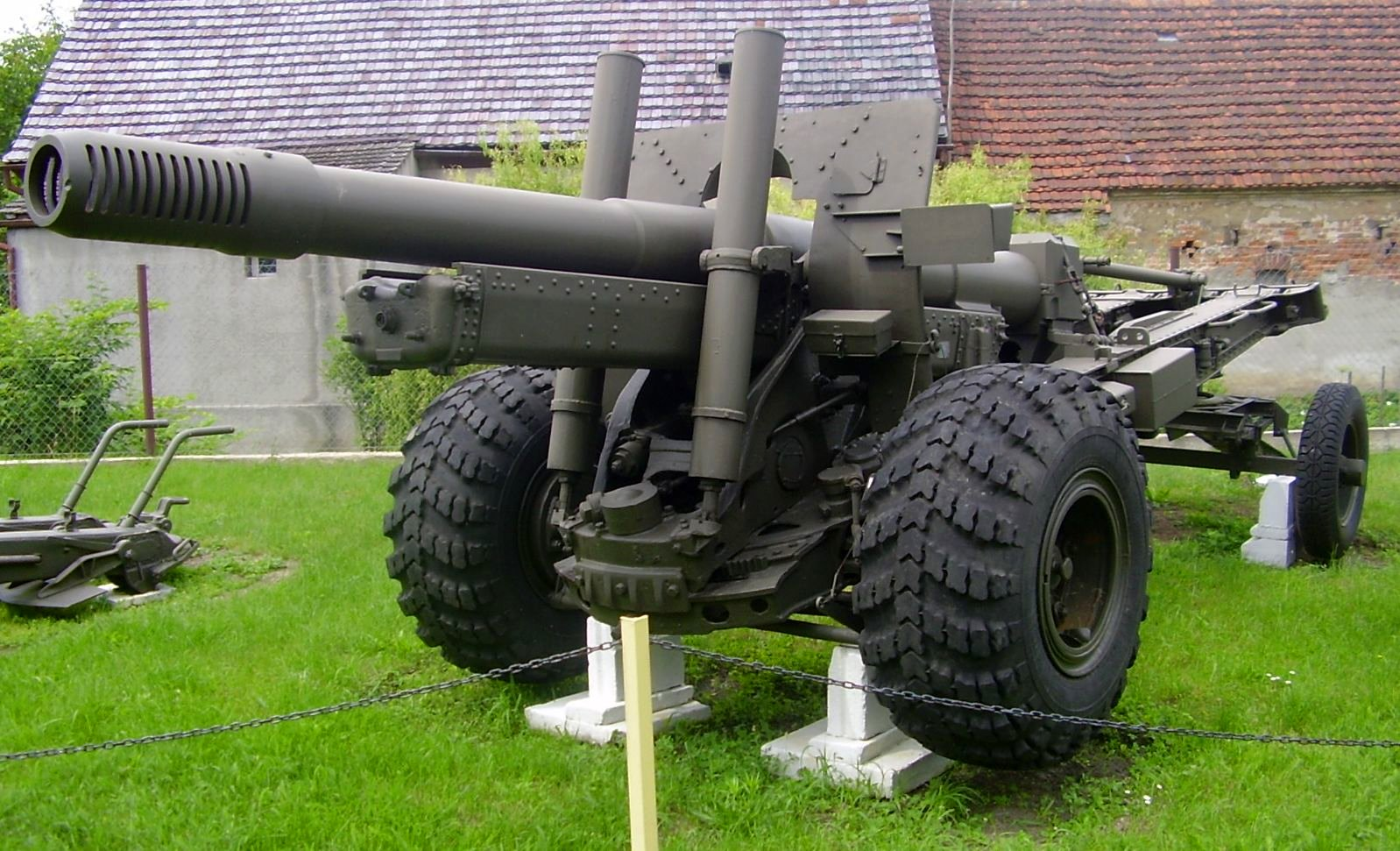
152 mm haubicoarmata wz. 1937

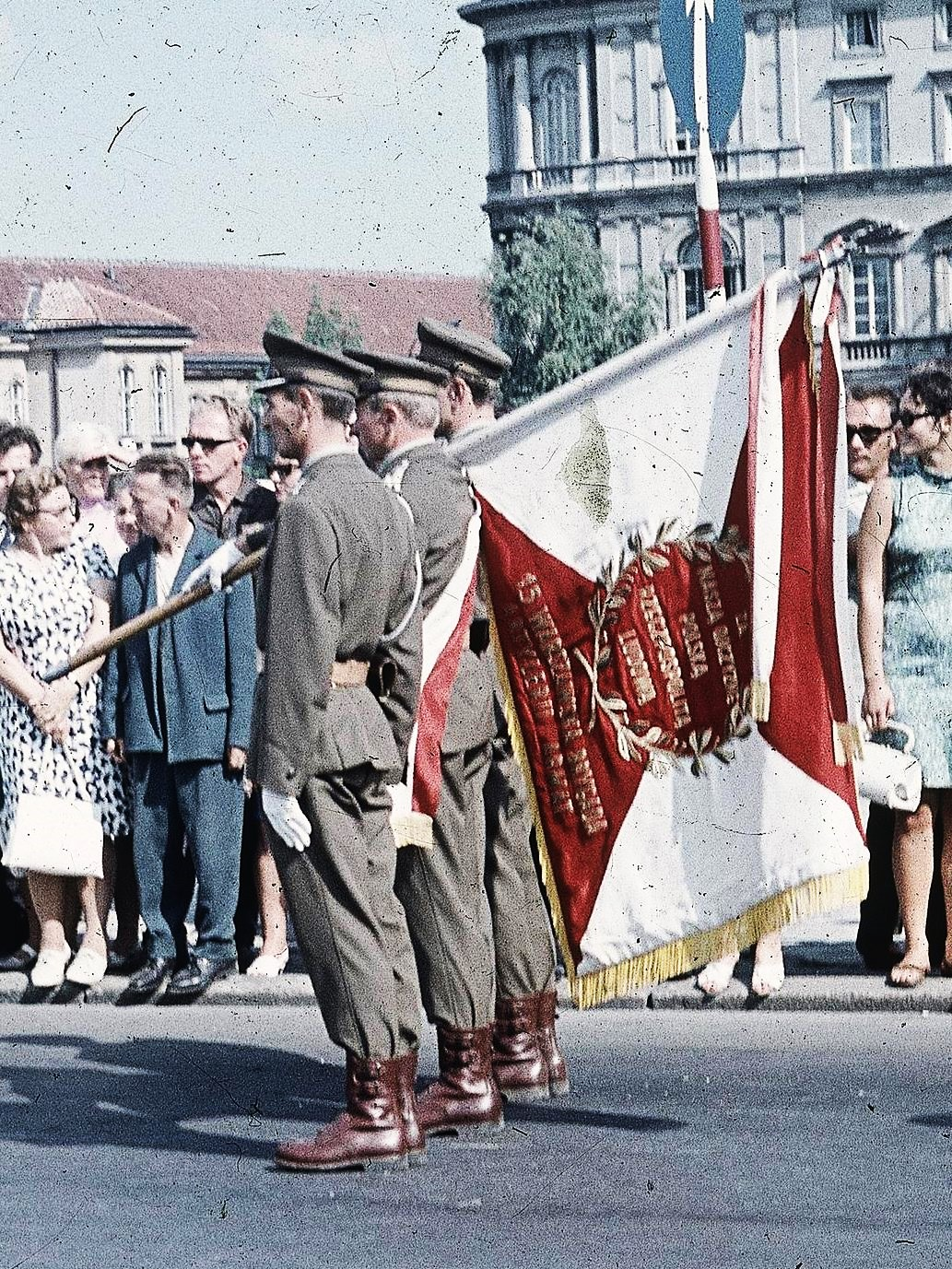
Obchody XXV-lecia LWP na Placu Zwycięstwa w Warszawie – poczet sztandarowy 1 (15) BAA; 1968

15 Warszawska Brygada Artylerii Ciężkiej (15 BAC) – związek taktyczny artylerii ciężkiej Wojska Polskiego.

## Formowanie i zmiany organizacyjne
W 1949 roku w garnizonie Węgorzewo sformowano 15 Brygadę Artylerii Ciężkiej. W 1951 brygada weszła w skład 8 Dywizji Artylerii Przełamania z Orzysza. W 1956 brygadę przemianowano na 15 Brygadę Artylerii Armat. W 1961, po rozwiązaniu 8 DAP, brygadę podporządkowano dowódcy Warszawskiego Okręgu Wojskowego.
W 1967 na podstawie rozkazu MON nr 07 z 4 maja 1967 15 Warszawską Brygadę Artylerii Armat przemianowano na 1 Warszawską Brygadę Artylerii Armat im. gen. Bema.

## Skład organizacyjny 15 BAC
do maja 1957
- Dowództwo 15 Brygady Artylerii Ciężkiej (JW 5489)
- 24 Warszawski dywizjon artylerii ciężkiej (JW 2693)[2]
- 25 Warszawski dywizjon artylerii ciężkiej (JW 1507)
- 27 Warszawski dywizjon artylerii ciężkiej (JW 3768)[3]
- szkolna bateria oficerów rezerwy nr 18

od maja 1957 do lutego 1963
- dowództwo
- bateria dowodzenia
- dwa dywizjony  152 mm haubicoarmat
- bateria szkolna
- pluton gospodarczy

od lutego 1963
- dowództwo
- bateria dowodzenia
- dwa dywizjony artylerii
- dywizjon artyleryjskiego rozpoznania
- bateria szkolna
- kwatermistrzostwo
- służby techniczne

## Dowódcy brygady
- ppłk Borys Chmielnicki (1949-1951)
- ppłk Albin Czarnecki (1951-1952)
- płk Ryszard Kubiczek (od XI 1952)
- ppłk Władysław Hawro (od XI 1953)
- ppłk Władysław Mróz (1957-1958)
- płk Zbigniew Kotowski (1958-1962)
- płk dypl. Jerzy Gaca (1962-1967)